# Wireonek posępny
Wireonek posępny (Vireo modestus) – gatunek małego ptaka z rodziny wireonkowatych (Vireonidae). Występuje endemicznie na Jamajce. Nie jest zagrożony wyginięciem.
Systematyka
Gatunek ten po raz pierwszy zgodnie z zasadami nazewnictwa binominalnego opisał w 1861 roku Philip Lutley Sclater na łamach „Proceedings of the Zoological Society of London”. Autor nadał gatunkowi nazwę Vireo modestus, która obowiązuje do tej pory. Jako miejsce typowe wskazał Jamajkę. Jest to gatunek monotypowy.
Morfologia
Osiąga wielkość 12,5 cm i masę 9–11 gramów. Samice są podobne do samców.
Ekologia i zachowanie
Żywi się głównie owadami, ale w zależności od pory roku sięga też po owoce. Gniazduje na drzewach i krzewach. Sezon lęgowy trwa od kwietnia do czerwca. Samica składa 2–3 białe jaja z ciemnymi kropkami i plamami na szerszym końcu.
Odwiedza różne typy lasów, od wilgotnych do półsuchych, a także brzegi i zarośla, zwłaszcza na suchych nizinach. Zazwyczaj nie ma go w namorzynach i na bagnach. 
Status
IUCN uznaje go za gatunek najmniejszej troski (LC – Least Concern), bo chociaż ma ograniczony zasięg, wielkość jego populacji nie pozwala zaliczyć go do innej kategorii. Mimo że wielkość populacji nie została określona liczbowo, gatunek ten jest opisywany jako „dość pospolity”, a populacja wydaje się stabilna przy braku dowodów na jakiekolwiek zagrożenia.